# VHD
Virtual Hard Disk (VHD) — формат файла, содержащий полную структуру и содержание, сходные с жёстким диском. Используется для хранения виртуальных операционных систем, программ и других файлов в одном файле-образе, который можно открыть разными программами виртуализации или виртуальными машинами.
Изначально формат был создан компанией Connectix и позднее куплен Microsoft вместе с программой виртуализации Virtual PC. C июня 2005 Microsoft сделала спецификацию формата VHD доступной третьим фирмам в рамках Microsoft Open Specification Promise.

## Использование
Виртуальные жёсткие диски позволяют нескольким операционным системам одновременно находиться на одном компьютере. Это позволяет разработчикам тестировать программное обеспечение на различных операционных системах без приобретения дополнительного оборудования. Возможность изменения жёсткого диска виртуальной машины из системы хост-машины позволяет осуществлять:
- Обмен файлами между VHD и файловой системой;
- Восстановление и резервное копирование;
- Обеспечение безопасности данных (антивирусной и т. п.);
- Управление образами;
- Конвертирование дисков (физических в виртуальные и т. п).

## Программное обеспечение, использующее формат VHD
Формат VHD используется в Virtual PC. Также этот формат используется в Windows Server 2008, которая включает в себя технологию виртуализации Hyper-V. Она предоставляет администраторам возможность автономного управления VHD-образами с возможностью безопасного доступа без установки программного обеспечения для виртуализации.
Windows 7 и Windows Server 2008 R2 поддерживают создание, монтирование и загрузку с VHD-файлов.
Acronis True Image Home 10 тоже поддерживает VHD.
Формат VHD используется в полном резервном копировании для Windows Vista в Business, Enterprise и Ultimate версиях.
Гипервизор Xen, среди прочих, может использовать формат VHD для хранения образа диска. Продукты, основанные на Xen, например, Citrix XenServer, также могут использовать этот формат. Поддержка осуществляется с использованием библиотеки blktap2.
Эмулятор QEMU поддерживает формат VHD и имеет в своем составе утилиту qemu-img для преобразования форматов. Формат называется vpc.
VirtualBox, являющийся частью Sun xVM от Sun Microsystems, поддерживает VHD с версии 2.
VMware ESX Server поддерживает VHD как альтернативу собственному формату VMDK.
disk2vhd позволяет преобразовывать физический диск в VHD.

## Поддерживаемые типы виртуальных дисков
Виртуальный образ реализуется как файл, хранящийся в файловой системе родительской ОС. Поддерживаются следующие типы виртуальных дисков:
- Fixed hard disk image — дисковый образ фиксированного размера, выделяется файл такого же размера, как заданный размер виртуального диска;
- Dynamic hard disk image — динамический образ, имеет размер, равный размеру записанных на диск данных. Перезаписывание существующих данных может не приводить к росту образа;
- Differencing hard disk image — разностный образ, содержит только блоки, измененные относительно родительского образа;
- Linked to a hard disk — ссылка на жёсткий диск или раздел жесткого диска. Блоки данных записываются на физический диск или его раздел.